# ATP-柠檬酸裂解酶
ATP-柠檬酸裂解酶（英語：ATP citrate lyase，又直接简称柠檬酸裂解酶）是脂肪酸生物合成中催化重要步骤的一个酶。该步在脂肪酸合成中发生，是因为ATP-柠檬酸裂解酶是糖代谢（产能）与产生脂肪酸之间的桥梁。

## 功能
ATP-柠檬酸裂解酶在许多组织中负责在胞浆中产生乙酰辅酶A的主要酶。该酶是由四个明显相等的亚基组成的四聚物。其产物乙酰辅酶A用以提供多种生物合成途径，其中包括脂肪合成与胆固醇合成。它被胰岛素所激活。ATP-柠檬酸裂解酶同样负责催化将柠檬酸以及辅酶A转化为乙酰辅酶A及草酰乙酸的过程，此过程伴随着ATP的水解，这个将乙酰辅酶A从线粒体运往胞浆中的系统被称为柠檬酸转运系统。

## 反应

柠檬酸转运：ATP-柠檬酸裂解酶在胞浆侧生成乙酰辅酶A，为脂肪酸合成提供二碳单位。

在腺苷三磷酸和辅酶A存在的情况下，会催化柠檬酸裂解，并产生乙酰辅酶A、草酰乙酸、腺苷二磷酸与磷酸盐：
| 柠檬酸                           | {{{forward_enzyme}}}           | {{{forward_enzyme}}} | 草酰乙酸 |
|                                  |                                |                      |          |
| {{{minor_forward_substrate(s)}}} | {{{minor_forward_product(s)}}} |                      |          |
|                                  |                                |                      |          |
|                                  |                                |                      |          |
|                                  |                                |                      |          |
|                                  |                                |                      |          |

该酶此前被列为EC 4.1.3.8。

## 位置
此酶存在于植物与动物细胞的胞质溶胶。

## 结构
该酶在绿色植物（包含绿藻纲、藓纲、松科、单子叶植物和真双子叶植物）以及真菌、灰胞藻门、衣藻属和原核生物的一些物种中有两个亚基。
动物界的ATP-柠檬酸裂解酶是同聚肽，可能在这个界的进化史早期发生了ACLA与ACLB基因的进化融合。
人类ATP-柠檬酸裂解酶的结构被X-射线衍射以2.10埃的分辨率检测出来。该酶由两个多肽高分子链所组成。第一个聚合体上的链A长度约有425个氨基酸。第二个聚合体上的链B长度约有334个氨基酸。

## 深入阅读
- Lovell SC, Davis IW, Arendall WB, de Bakker PI, Word JM, Prisant MG, Richardson JS, Richardson DC. . Proteins. February 2003, 50 (3): 437–50. PMID 12557186. doi:10.1002/prot.10286.